# Antonio Gil Martínez
Antonio Gil Martínez (Barcarrota, província de Badajoz, 1965) és un actor espanyol.

## Biografia
Va néixer a Extremadura, però des de molt petit va viure en la localitat de Gerena, província de Sevilla, Andalusia. Es va formar a l'Escola Internacional de Teatre de Jacques Lecoq en París. Com a actor té una llarga trajectòria en teatre, cinema i televisió. Ha dirigit El lunar de lady Chatterley, obra teatral de Roberto Santiago protagonitzada per Ana Fernández, pel Teatro Español (Madrid), Ruth 66 (Dublín, codirigida amb Mikel Murphy), Kvetch (Steven Berkoff), Samarkanda Teatro.

## Teatre
Ha col·laborat amb diferents companyies i directors com Peter Brook i Simon McBurney o Alain Molot.
- The street of Crocodiles (Theatre de Complicité, Royal National Theatre, Londres).
- The Caucasian Chalk Circle (Theatre de Complicité, Royal National Theatre, Londres).
- The Noise of Time Theatre de Complicité, Royal National Theatre, Londres).
- Fragments. Amb text de Samuel Beckett, dirigida per Peter Brook.
- Regreso al hogar, de Harold Pinter dirigida per Ferran Madico.
- Amb companyies franceses, com el Theatre de la Jacquerie, sota la direcció d'Alain Molot.
- Ha format part com a actor del Teatre de l'Abadia (Madrid).

## Cinema
- Thi Mai, rumbo a Vietnam, 2018
- Risen
- El mercader de Venecia (2004).
- Quantum of Solace (2008).
- La mula, 2013.
- Chocolat, 2000.
- Lluvia en los zapatos (1998)

## Televisió
- Alba (Atresplayer Premium, 2021)
- La reina del Sur 2 Netflix i Telemundo
- La peste.[3] Movistar
- La Nocturna - Ingeniero Ernesto Martínez- Caracol Televisión 2017
- Pulsaciones. Antena 3 TV
- Hispania, la leyenda. Antena 3 TV[4]
- El Gordo: una historia verdadera. Antena 3 TV
- Cuéntame un cuento: Los tres Cerditos Antena 3 TV[5]
- Plutón BRB Nero Dirigida per Alex de la Iglesia, 2008. TVE
- Mujeres. Dirigida per Felix Sabroso i Dunia Ayuso TVE
- Hornblower Retribution (2001). ITV-Carlton TV
- Doctors BBC
- Soldier, soldier BBC